# Besian Idrizaj
Besian Idrizaj (12. oktober 1987 – 15. maj 2010) var en østrigsk fodboldspiller, som bl.a. spillede for Liverpool FC.
Han kom til Liverpool fra LASK Linz den 22. august 2005, med hvem han skrev en 2-årig kontrakt. Idrizaj var plaget af skader i løbet af 2005/06-sæsonen, og blev udlånt til Luton Town fra marts 2007 og frem til sæsonens afslutning. Idrizaj imponerede i en træningskamp for Liverpool den 7. juli 2007, ved at score et hattrick mod Wrexham, på kun 22 minutter.
Idrizaj døde af et hjerteanfald i sit eget hjem i Linz i Østrig den 15. maj 2010.